# Hacaszen
Hacaszen – wieś w Armenii, w prowincji Aragacotn. W 2011 roku liczyła 278 mieszkańców.